# Kranjska deželna blaznica Studenec
Kranjska deželna blaznica Studenec je bila ena prvih uradno ustanovljenih bolnišnic za duševne bolezni na območju današnje Slovenije. Velike zasluge za njeno ustanovitev ima pionir slovenske psihiatrije, Karel Bleiweis – vitez Trsteniški (1834–1909).
Za duševno prizadete bolnike so v Ljubljani skrbeli že od leta 1786 v takrat ustanovljeni Civilni bolnici, ki so jo preuredili iz nekdanjega samostana bosonogih avguštincev, zdravljenje pa je potekalo v istih prostorih kot zdravljenje ostalih pacientov. Gradnja posebnega poslopja za duševno bolne se je začela leta 1821, uradni naziv zanj pa je bil Blaznica. To poslopje je stalo v bližini Civilne bolnice, sredi 19. stoletja pa so v njem zdravili 50 duševno prizadetih bolnikov. Ker so kasneje postali prostori z bolniki prenatrpani, so leta 1873 v prisilni delavnici na Poljanskem nasipu organizirali posebno podružnico, ki je lahko sprejela 60 bolnikov. 
Že od sredine 19. stoletja pa so se pojavljale ideje o gradnji posebne bolnišnice izven centra Ljubljane. Leta 1881 so bolnišnico ob strokovnem vodstvu nestorja slovenske psihiatrije, Karla Bleiweisa, tudi zgradili. Prostor zanjo so našli na Studencu. Iz blaznice se je preimenovala v Kranjsko deželno blaznico Studenec. Gradili so jo postopoma. Ob odprtju je imela 150 postelj in je bila po takratnih standardih sodobno zasnovana. Dograjena umobolnica je razpolagala s 194 posteljami, duševne bolnike pa so kljub temu od leta 1895 zdravili tudi na oddelku za interne bolezni v novozgrajeni deželni civilni bolnici. Nekaj let pred prvo svetovno vojno so v posebnem poslopju organizirali celo samostojen oddelek za živčne in duševne bolezni, v katerem so bolnike prevzemali do leta 1935. Od tedaj dalje pa so jih prevzemali le še v Bolnišnici za duševne bolezni Ljubljana-Studenec, kot se je od leta 1918 dalje imenovala nekdanja blaznica, ki danes nosi ime Psihiatrična klinika Ljubljana.
Bolnica na Studencu je bila v naslednjih desetletjih med obema vojnama in po njej večinoma vključena v katero od večjih enot. Tako je v letih 1918−1928 delovala v sklopu Splošne bolnice, od druge svetovne vojne naprej pa deluje v okviru Kliničnega centra.

## Časovni pregled dejavnosti v Ljubljani
- 1786 – v Civilni bolnici prve bolniške postelje
- 1821 – začetek gradnje posebne stavbe bláznice ob Civilni bolnici
- 1841 – zamisel o gradnji bláznice izven mesta
- 1873 – v Prisilnih delavnicah pridobi začasno (stalno) mesto 60 duševnih bolnikov
- 1875 – prim. Karel Bleiweis v kranjskem deželnem zboru predstavi znameniti referat o bláznicah
- 1881 – odprtje novogradnje, imenovane »Kranjska deželna blaznica Studenec«
- 1889 – 190 bolniških postelj
- 1920 – prisilne delavnice preuredijo v duševno bolnišnico s skoraj 400 posteljami
- 1934 in 1938 – na Studencu dogradijo dva paviljona s skupno 160 posteljami
- 1940 – na Studencu 472 postelj, v prisilnih delavnicah 398 postelj, v zavetišču sv. Jožefa 120 postelj. Tedaj je bila v Sloveniji le še ena bolnišnica za duševne bolezni, v Novem Celju, s 380 posteljami
- po 1945 postane Klinična bolnišnica za psihiatrijo
- od 1998 – Psihiatrična klinika Ljubljana